# 황옌구

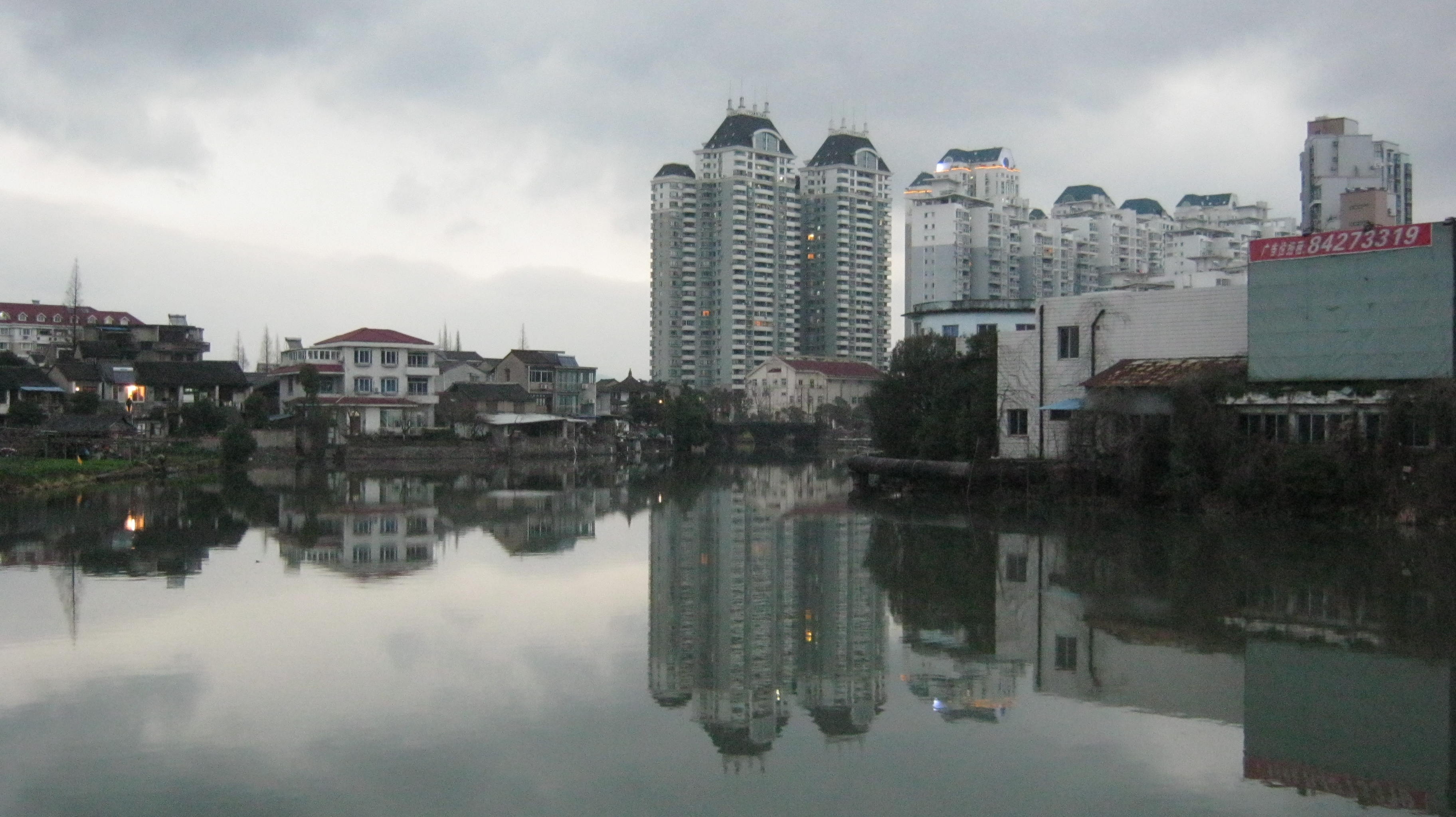

황옌구(한국어: 황암구, 중국어: 黄岩区, 병음: Huángyán Qū)는 중화인민공화국 저장성 타이저우시의 현급 행정구역이다. 넓이는 988km2이고, 인구는 2007년 기준으로 590,000명이다.

## 기후
연평균 기온은 17 °C이고 연평균 강수량은 1676mm이다.

## 역사
1989년에 황옌현은 현급시로 승격되었다. 1994년에 타이저우시가 지급시로 승격되면서 황옌시는 타이저우시의 관할이 되었고 황옌구와 루차오구로 나뉘었다.

## 행정 구역
8개 가도, 5개 진, 6개 향을 관할한다.
- 가도: 江口街道, 东城街道, 南城街道, 西城街道, 北城街道, 澄江街道, 新前街道, 高桥街道.
- 진: 宁溪镇, 北洋镇, 头陀镇, 院桥镇, 沙埠镇.
- 향: 富山乡, 上郑乡, 屿头乡, 上垟乡, 茅畲乡, 平田乡.